# Arrondissement Istres
Das Arrondissement Istres ist eine Verwaltungseinheit des Départements Bouches-du-Rhône in der französischen Region Provence-Alpes-Côte d’Azur. Unterpräfektur ist Istres.
Es besteht aus sieben Kantonen und 21 Gemeinden.

## Kantone
- Arles (mit 1 von 3 Gemeinden)
- Berre-l’Étang (mit 4 von 9 Gemeinden)
- Istres
- Marignane
- Martigues
- Salon-de-Provence-2 (mit 2 von 4 Gemeinden)
- Vitrolles (mit 2 von 4 Gemeinden)

## Gemeinden
| 1. Berre-l’Étang (13014)     | 2. Carry-le-Rouet (13021)            | 3. Châteauneuf-les-Martigues (13026)  | 4. Cornillon-Confoux (13029) |
| 5. Ensuès-la-Redonne (13033) | 6. Fos-sur-Mer (13039)               | 7. Gignac-la-Nerthe (13043)           | 8. Grans (13044)             |
| 9. Istres (13047)            | 10. Le Rove (13088)                  | 11. Marignane (13054)                 | 12. Martigues (13056)        |
| 13. Miramas (13063)          | 14. Port-de-Bouc (13077)             | 15. Port-Saint-Louis-du-Rhône (13078) | 16. Rognac (13081)           |
| 17. Saint-Chamas (13092)     | 18. Saint-Mitre-les-Remparts (13098) | 19. Saint-Victoret (13102)            | 20. Sausset-les-Pins (13104) |
| 21. Vitrolles (13117)        |                                      |                                       |                              |

## Neuordnung der Arrondissements 2017

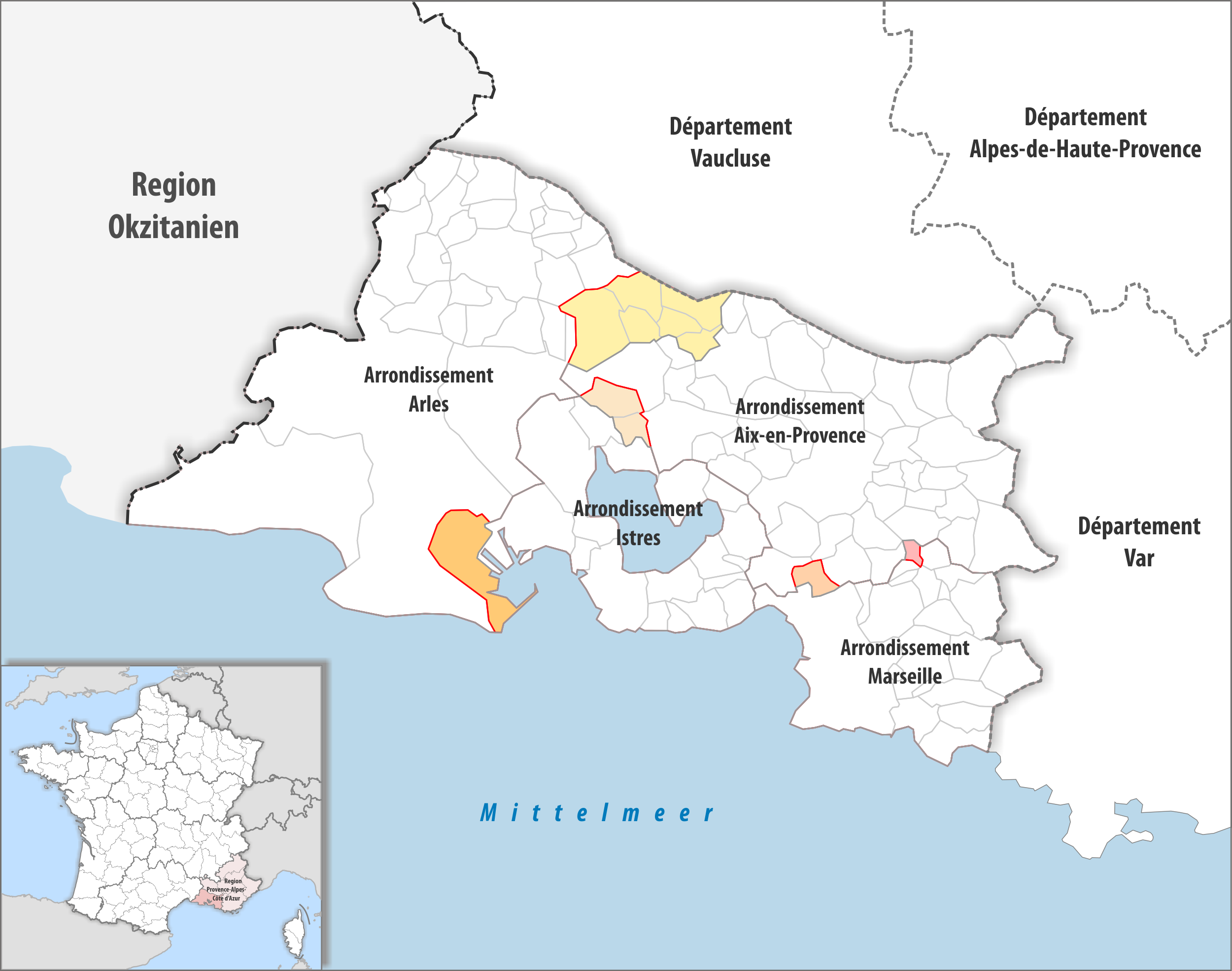
Arrondissementsanpassungen im Jahr 2017

Durch die Neuordnung der Arrondissements im Jahr 2017 wurden die beiden Gemeinden Cornillon-Confoux und Grans aus dem Arrondissement Aix-en-Provence und die Gemeinde Port-Saint-Louis-du-Rhône aus dem Arrondissement Arles dem Arrondissement Istres zugewiesen.